# Theodor Körner (poeta)

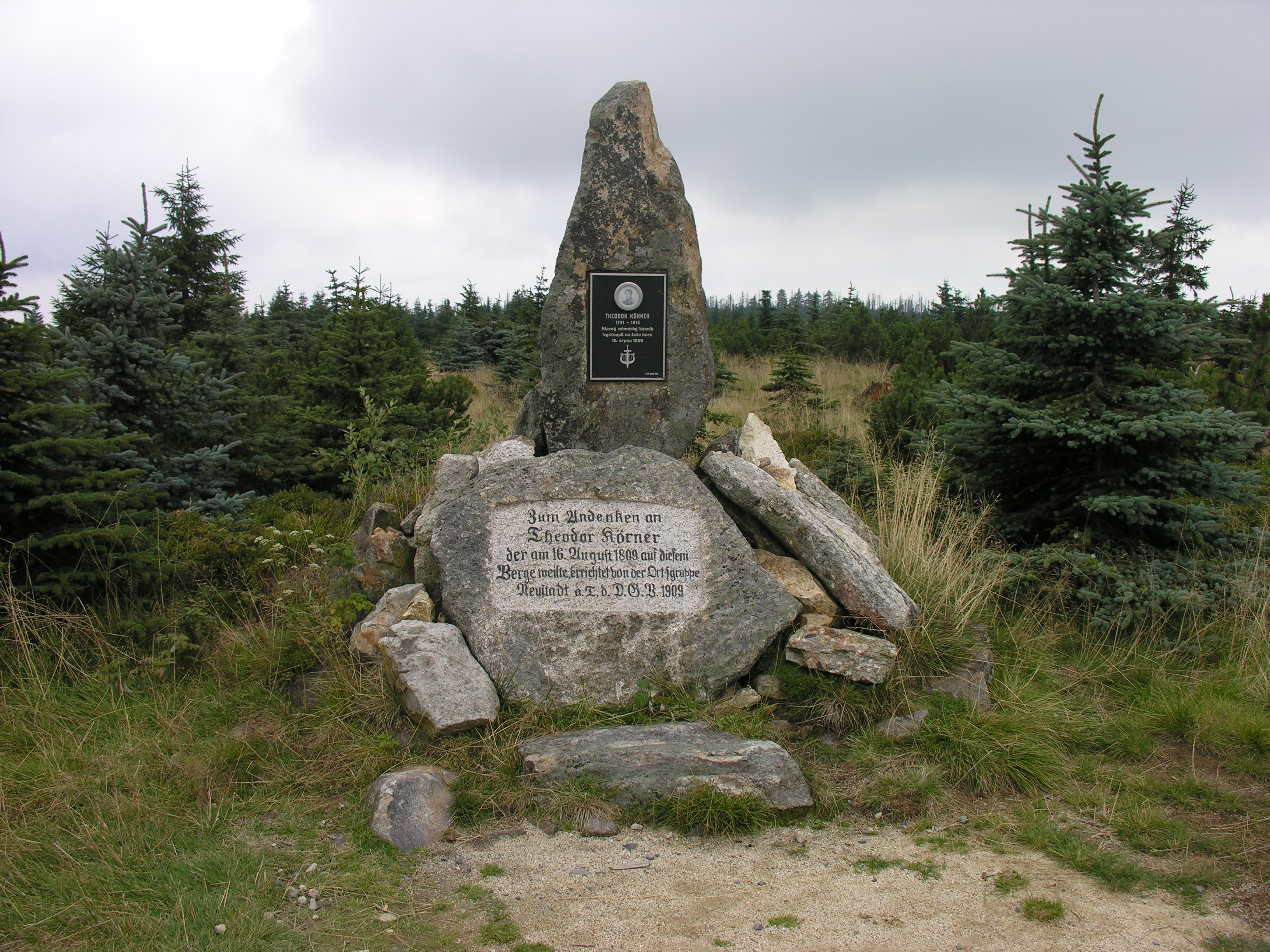
Pomnik Theodora Körnera na Smreku w Górach Izerskich

Theodor Körner (ur. 23 września 1791 w Dreźnie, zm. 26 sierpnia 1813 koło miasta Gadebusch w Meklemburgii) – niemiecki poeta.

## Życiorys
Syn Christiana Gottfrieda Körnera i Minny Stock Körner. Odebrawszy gruntowne wykształcenie domowe studiował początkowo na akademii górniczej we Freibergu (podczas studiów odwiedzał m.in. wałbrzyskie kopalnie), a od 1810 na uniwersytecie w Lipsku. Nauka szła mu jednak słabo i edukacji uniwersyteckiej nie ukończył. Przebywając w Wiedniu, zyskał rozgłos kilku cenionymi utworami, które (np. Der Grüne Domino, Die Braut i Nachtwächter) jeszcze do końca XIX wieku utrzymywały się w repertuarach teatrów niemieckich. Dwie jego większe tragedie – Zriny (przekł. Jenikego, Warszawa, 1867) i Rosamunde – głębokością uczucia i młodzieńczym entuzjazmem dla wszystkiego, co dobre i szlachetne, wywierały znaczny wpływ na młodzież i wzywały do bohaterstwa. Sprzeciwiając się polityce Napoleona wobec państw niemieckich Körner pisał pieśni zachęcające do walki z Francuzami, opublikowane w zbiorze Leier und Schwert (10 wyd., 1863), muzykę do nich skomponował Weber. Pieśni te, uważane za najlepsze z utworów Körnera, należą do najpiękniejszych niemieckich pieśni wojennych i patriotycznych. Przylgnął do niego nawet przydomek „niemieckiego Tyrteusza”. W 1809 poeta odwiedził Kotlinę Jeleniogórską, Karkonosze i Góry Izerskie. Podróż ta zaowocowała serią wierszy opiewających uroki tego fragmentu świata. Utwory te ukazały się w cyklu Knospen (1810). 18 marca 1813, podczas podróży z Wiednia do Wrocławia przez Prudnik, zobaczył w okolicy Trzebiny pruskiego orła granicznego, co zainspirowało go do napisania wiersza Der Grenzadler (Orzeł graniczny). Zgodnie ze swoimi przekonaniami zaciągnął się do korpusu ochotników Lützowa i poległ w boju 26 sierpnia 1813 w lesie w pobliżu wsi Rosenow; pochowany pod starym dębem we wsi Wöbbelin został uczczony pomnikiem żelaznym.

## Dziedzictwo
Zbiorową edycję dzieł Körnera sporządził Streckfuss (4 tomy, Berlin, 1838; ostatnia edycja 1863). Spomiędzy wielu biografii Körnera wymieniane są: Erharda Körners Leben (Arnstadt, 1821); Hadermanna Theodor Körner (Berlin, 1848) i Broscha Das Grab zu Wöbbelin oder Körner und die Lützower (Schwerin, 1861).
Biografie i studia krytyczne poświęcone Körnerowi napisali: Bauer (Stuttgart, 1883), Rogge (Wittenberg, 1891), Kregenberg (Drezno, 1892), Jaden (Drezno, 1896), Peschel i Wildenow (Lipsk, 1898), Peschel (Drezno, 1901).
W rocznicę 100-lecia pobytu Körnera na Smreku w Górach Izerskich (15 sierpnia 1909) postawiono pamiątkowy pomnik – niemal 3-metrowy obelisk z kamienną płytą.
W rocznicę 100-lecia przejazdu Körnera przez granicę w Lesie Trzebińskim pod Prudnikiem (1913) postanowiono pamiątkowy słup z orłem z blachy i tablicą z tekstem wiersza Der Grenzadler.